# Polystichum normale
Polystichum normale är en träjonväxtart som beskrevs av Ren-Chang Ching, P. S. Wang och Li Bing Zhang. Polystichum normale ingår i släktet Polystichum och familjen Dryopteridaceae. Inga underarter finns listade.